# غيلبرتو رييس
غيلبرتو رييس (بالإسبانية: Gilberto Reyes)‏ هو لاعب كرة قاعدة مكسيكي، ولد في 10 ديسمبر 1963 في سانتو دومينغو في جمهورية الدومينيكان.

## وصلات خارجية
- غيلبرتو رييس على موقعبيزبول رفرنس.كوم (الدوري الرئيسي) (الإنجليزية)
- غيلبرتو رييس على موقعبيزبول رفرنس.كوم (الدوري الثانوي) (الإنجليزية)